# Canton de Sainte-Anne-1
Pour les articles homonymes, voir Canton de Sainte-Anne.
Le canton de Sainte-Anne-1 est une ancienne division administrative française, située dans le département de la Guadeloupe et la région Guadeloupe.

## Composition
Le canton de Sainte-Anne-1 comprend 1 commune :
- Sainte-Anne, fraction de commune

## Représentation (de 1951 à 2015)
| Période                                                 | Période      | Identité            | Étiquette                  | Qualité                                                                                       |
| ------------------------------------------------------- | ------------ | ------------------- | -------------------------- | --------------------------------------------------------------------------------------------- |
| 1951                                                    | 1960 (décès) | Maurice Satineau    | Radical puis RGR Gaulliste | Journaliste Député (1936-1942) Sénateur (1948-1958)                                           |
| 1960                                                    | 1976         | Francisque Baptiste | UNR puis UDR               | Adjoint au maire de Sainte-Anne                                                               |
| 1976                                                    | 2001         | Marcellin Lubeth    | app. PCG puis PPDG         | Exploitant agricole Président du conseil général (1998-2001) Maire de Sainte-Anne (1989-2001) |
| 2001                                                    | 2008         | Marlène Captant     | DVD Gaulliste              | Enseignante Maire de Sainte-Anne (2001-2008)                                                  |
| 2008                                                    | 2015         | Jacques Kancel      | PCG                        | Enseignant Conseiller municipal de Sainte-Anne                                                |
| Les données antérieures ne sont pas encore mentionnées. |              |                     |                            |                                                                                               |